# 추오츠
추오츠(Zuoz, 로만슈어 발음: [tsuə̯ts] ( 듣기))는 스위스 그라우뷘덴주의 말로야구에 있는 지자체이다.

## 역사
추오츠는 840년경에 Zuzes로 처음 언급되었다. 역사적으로 추오츠는 상류 엥가딘의 정치적 중심지였다. 그곳은 지역 주교의 자리였다. 그러나 오래 전에 생모리츠 및 사메단과 같은 다른 엥가딘 마을로 대체되었다.
1137-39년에 마을은 쿠어의 주교에 의해 폰 게이머팅겐 백작으로부터 인수되었다. 1244년 폴카르트 주교는 추오츠의 안드레아스 플란타를 상부 엥가딘의 수상으로 임명했다. 플란타 가족은 1798년까지 권력을 유지했다. 1367년에 추오츠는 암트만 토마스 플란타의 지도하에 신의 가문 동맹에 합류했다.
추오츠와 사메단 사이의 계속되는 논쟁은 1438년에 법원을 Sur와 Suot Funtauna Merla의 두 부분으로 분할하게 했다. 1492년에 마을은 추오츠에 있는 주교의 재산과 세금을 낼 수 있는 권리를 샀다. 그런 다음 1526년에 주교는 일란처 기사로 대법관에 대한 권리를 잃었다. 슈바벤 전쟁에서 주민들은 적군을 퇴각시키기 위해 들판에 불을 붙였다. 15세기 동안 여러 마을이 추오츠에서 독립했다. 쉬찬프는 1518년에, La Punt Chamues-ch는 1528년에, Madulain은 1534년에 떠났다. 1554년에 추오츠는 개신교 종교 개혁에 참여하여 개종했다.
1512년, 삼동맹은 발텔리나 계곡을 정복했다. 이 계곡이 가져온 개선된 교역로와 돈은 엥가딘 계곡의 황금기를 이끌었다. 이 기간 동안 추오츠; 라틴어 학교가 설립되었고, 최초의 문자 로만슈어가 개발되었으며, 합창단 노래가 종교 및 일상 극장에서 퍼졌다. 또한 추오츠 학생들은 외국 학교를 방문했다.
1618년부터 1639년까지 동맹의 혼란(Bündner Wirren) 이후, 마을의 많은 주민들은 다른 지역으로 일자리를 찾아 이주했다. 발텔리나 계곡의 상실은 더 많은 이주와 정치 권력의 상실로 이어졌다. 1798년 앙시앙 레짐이 끝나고 프랑스가 지배하는 헬베티아 공화국에 라에티아주가 생성된 후 추오츠의 모든 특권과 정치적 권력은 사라졌다. 소박한 농촌이 되었다. 추오츠는 여전히 카톨릭 기독교 이전으로 거슬러 올라가는 고대 전통을 실천하고 있다. 여기에는 San Gian 및 Chalandamaz가 포함된다.

## 지리

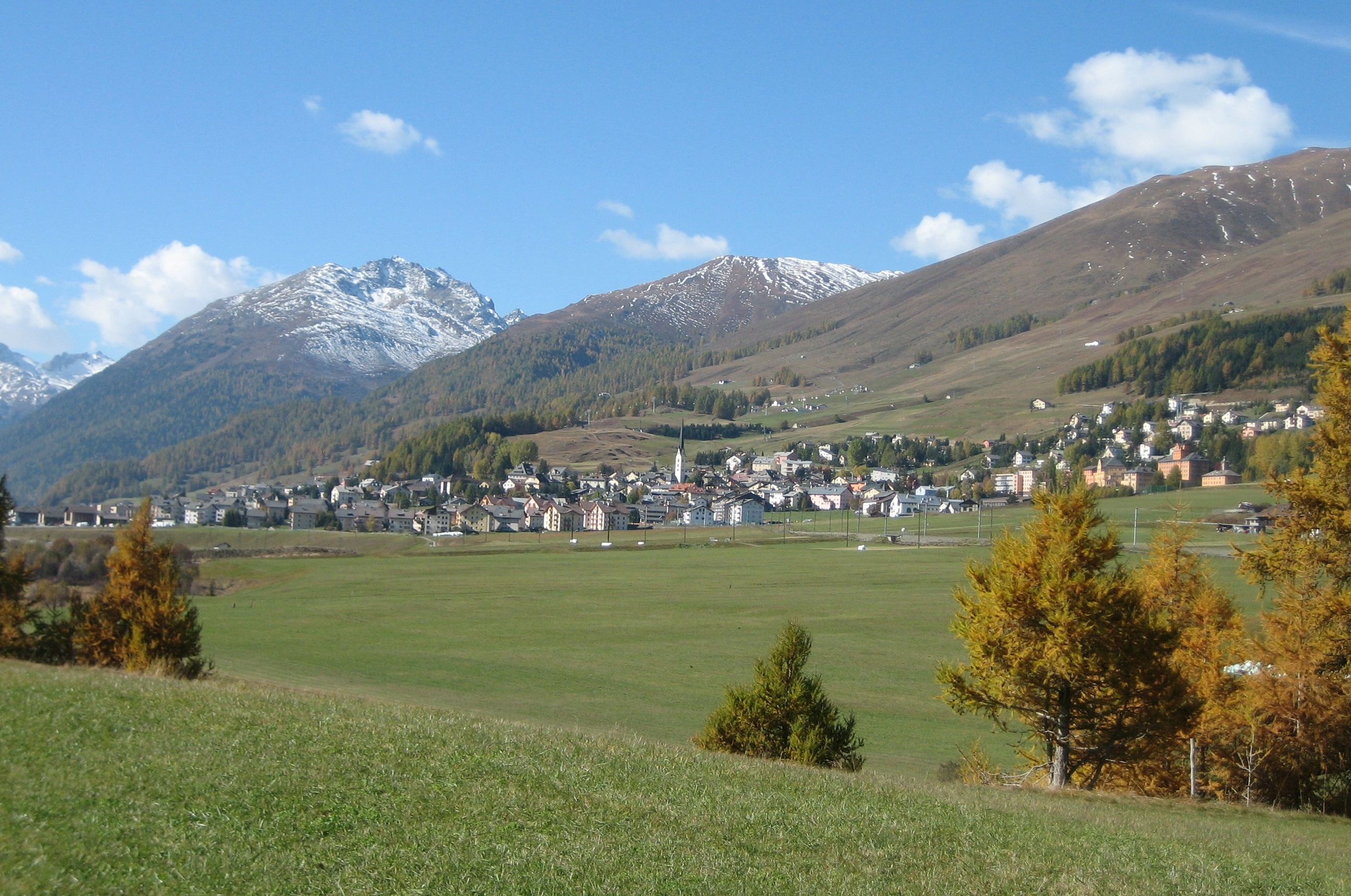
추오츠 마을

추오츠의 면적은 2006년 기준으로 65.6k㎡이다. 이 지역의 49.5%는 농업용으로 사용되며, 9.2%는 산림이다. 나머지 토지 중 1.1%는 정착지(건물 또는 도로)이고, 나머지(40.2%)는 비생산적(강, 빙하 또는 산)이다.
2017년 이전에 시정촌은 말로야구의 상부 엥가딘 하위 지구에 위치했으며, 2017년 이후 말로야구의 일부였다. 마을 중심은 문트 알바나스의 경사면에 위치하고 있으며, 새로운 개발로 둘러싸여 있다.

## 인구통계
2020년 12월 31일 기준, 추오츠의 인구는 1,199명이다. 2008년 현재 전체 인구의 37.0%가 외국인이다. 지난 10년 동안 인구는 -5.8%의 비율로 감소했다.
2000년 기준으로 인구의 성별 분포는 남성 51.7%, 여성 48.3%이다. 2000년 현재 추오츠의 연령 분포는 다음과 같다. 127명의 어린이 또는 인구의 9.4%가 0세에서 9세 사이이다. 88명(6.5%)은 10세에서 14세, 241명(17.8%)은 15세에서 19세이다. 성인 인구 중 154명(인구의 11.4%)이 20세에서 29세 사이이다. 164명(12.1%)은 30~39세, 202명(14.9%)은 40~49세, 152명(11.2%)은 50~59세이다. 101명(인구의 7.5%)이 60~69세이다. 고령자 분포는 87명(70~79세 6.4%), 80~89세 34명(2.5%), 90~99세 2명(0.1%), 100세 이상 1명(1명)이다.
2007년 연방 선거에서 가장 인기 있는 정당은 42.3%의 득표율을 기록한 SVP였다. 다음으로 가장 인기 있는 세 정당은 FDP (25.6%), SP (25.2%), CVP (5%)였다.
추오츠에서는 인구의 약 72.5%(25-64세 사이)가 비필수 고등교육 또는 추가 고등교육(대학 또는 응용학문대학)을 완료했다.
추오츠의 실업률은 1.37%이다. 2005년 현재 1차 경제 부문에 40명이 고용되어 있고, 이 부문에 약 10개 기업이 참여하고 있다. 116명이 2차 부문에 고용되어 있고, 이 부문에 15개의 기업이 있다. 462명이 3차 부문에 고용되어 있으며, 이 부문에는 59개의 기업이 있다.
2000년 인구 조사에 따르면 476명(35.2%)이 로마 가톨릭 신자이고, 667명(49.3%)이 스위스 개혁 교회에 속해 있다. 나머지 인구 중 정교회에 속해 있는 사람은 36명(약 2.66%)이고, 다른 기독교 교회에 속해 있는 사람은 7명(약 0.52%)이다. 14명(약 1.03%)이 이슬람교이다. 다른 교회에 속해 있는 개인은 6명(약 0.44%)(인구 조사에 등재되지 않음), 107명(약 7.91%)이 교회에 속하지 않고, 불가지론자 또는 무신론자이며, 40명(약 2.96%)가 질문에 대답하지 않았다.
역사적 인구는 다음 표에 나와 있다.
| 년도 | 인구  |
| ---- | ----- |
| 1781 | 423   |
| 1850 | 378   |
| 1900 | 425   |
| 1930 | 969   |
| 1941 | 693   |
| 1950 | 779   |
| 1960 | 1,001 |
| 1970 | 1,165 |
| 1980 | 1,186 |
| 1990 | 1,199 |
| 2000 | 1,353 |

## 언어
2000년 기준, 인구 대부분은 독일어(53.2%)를 사용하며, 로만슈어가 두 번째로 많이 사용(25.8%)하고 이탈리아어가 세 번째(9.8%)로 사용된다. 19세기까지 전체 인구는 푸터의 상부 엥가딘 로만슈어 방언을 사용했다. 외부 세계와의 무역 증가로 인해 로만슈어 사용이 감소하기 시작했다. 1880년에는 약 85%가 로만슈어를 모국어로 사용했지만, 1910년과 1941년에는 56%에 불과했다.
| 추오츠의 언어 |             |             |             |             |             |             |
| 언어          | Census 1980 | Census 1980 | Census 1990 | Census 1990 | Census 2000 | Census 2000 |
| 언어          | 수          | 비율        | 수          | 비율        | 수          | 비율        |
| 독일어        | 457         | 38.53%      | 547         | 45.62%      | 720         | 53.22%      |
| Romansh       | 461         | 38.87%      | 407         | 33.94%      | 349         | 25.79%      |
| 이탈리아어    | 183         | 15.43%      | 144         | 12.01%      | 133         | 9.83%       |
| 인구          | 1186        | 100%        | 1199        | 100%        | 1353        | 100%        |

## 교육

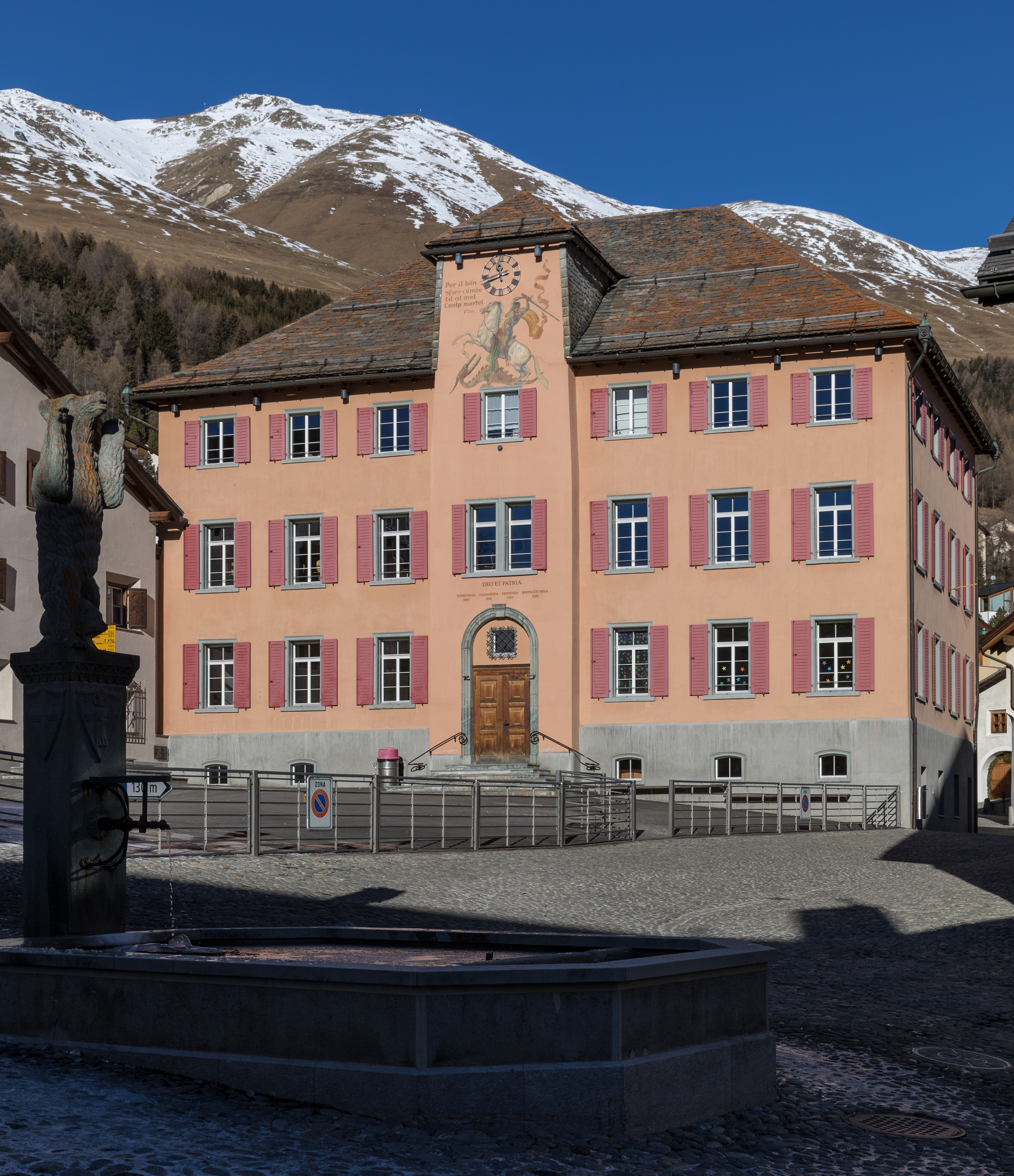
초등학교

공립 초등학교 시스템은 Scoula 추오츠(Gemeindeschule 추오츠)이다. 두 곳은 Scoula da La Plaiv와 Scoula Primara 추오츠이다. Scuola Primaria 추오츠에는 1차 레벨이 있고 da La Plaiv에는 2차 및 realschule 클래스가 있다.
사립학교인 Lyceum Alpinum 추오츠이 추오츠에 있다.

## 관광
추오츠는 전통적인 엥가딘 마을의 한 예이다. 그것은 많은 자갈길과 오래된 건물을 가지고 있다. 겨울에는 의자와 T-바 리프트가 있는 가족 스키 리조트와 크로스 컨트리 스키 센터를 제공한다. 여름에는 골프장과 등산로가 있다.
추오츠 에는 외국인 비율이 높은 예비 학교인 Lyceum Alpinum 추오츠가 있다.
호텔에는 Posthotel 엥가딘a와 Hotel Castell이 있다. 후자는 여러 레스토랑, 사우나 및 야외 산악 수영장을 갖춘 5성급 호텔이다.
추오츠는 Robert Maillart의 선구적인 철근 콘크리트 교량 중 하나(1901)의 위치이다.
추오츠는 또한 San Gian과 Chalandamarz를 포함하여 로마 제국에서 물려받은 고대 전통의 많은 부분을 여전히 유지하고 있다.
Chaplutta S. Bastiaun과 Chasa Pult는 국가적으로 중요한 스위스 유산으로 등재되어 있다.

## 교통
지자체에는 베버-스쿠올-타라스프선에 추오츠라는 기차역이 있다. 생모리츠, 란트콰르트, 스쿠올-타라스프 및 폰트레시나까지 정기 운행한다.